# Іваненко Григорій Іванович
Григо́рій Іва́нович Іване́нко (нар.19 жовтня 1953, с. Леонівка, (Іванківський район, Київська область) — український поет, член НСПУ (1997), член НСЖУ.

## Життєпис
Народиввся 1953 року в селі Леонівка (Іванківський район, Київська область), закінчив восьмирічну школу, навчання продовжив у Київському політехнікумі зв'язку. Працював за спеціальністю, на приладобудівному заводі, водночас заочно навчався в Київському політехнічному інституті,1985 року здобув освіту інженера-радіотехніка.
Довгий час працював у редакції іванківської районної газети «Трибуна праці» (1979—1985 і 1987—2003 роки), згодом — в редакції газети «Новини Полісся» Поліського району (2005—2011, відповідальний секретар).
Від 1997 року — в складі НСПУ.
Одночасно від 2003 року — керівник літературної студії у Іванківському центрі дитячої та юнацької творчості.
Є автором збірок філософської та історичної лірики «Перехрестя» (1994) й «Чорний клинопис» (1997).